# Planispirillina
Planispirillina es un género de foraminífero bentónico de la familia Planispirillinidae, del suborden Involutinina y del orden Involutinida. Su especie tipo es Spirillina limbata var. papillosa. Su rango cronoestratigráfico abarca el Holoceno.

## Clasificación
Planispirillina incluye a las siguientes especies:
- Planispirillina colomboensis
- Planispirillina denticulogranulata
- Planispirillina flava
- Planispirillina inaequalis
- Planispirillina margaritifera
- Planispirillina negramensis
- Planispirillina papillosa
- Planispirillina parvispinata
- Planispirillina paucispira
- Planispirillina spinigera
- Planispirillina trochoidea
- Planispirillina tuberculatolimbata

Otras especies consideradas en Planispirillina son:
- Planispirillina denticulata, aceptado como Spirillina denticulata
- Planispirillina exigua, aceptado como Planispirinella exigua
- Planispirillina tumidula, de posición genérica incierta